# Szczeglino
Szczeglino [ʂt͡ʂɛˈɡlinɔ] (trước đây là Steglin của Đức) là một ngôi làng thuộc khu hành chính của Gmina Sianów, thuộc huyện Koszalin, Zachodniopomorskie, ở phía tây bắc Ba Lan. Nó nằm khoảng 8 kilômét (5 mi) phía đông nam Sianów, 13 km (8 mi) phía đông Koszalin và 146 km (91 mi) về phía đông bắc của thủ đô khu vực Szczecin.
Đối với lịch sử của khu vực, xem Lịch sử của Pomerania.